# Justicia heterocarpa
Justicia heterocarpa là một loài thực vật có hoa trong họ Ô rô. Loài này được T. Anderson mô tả khoa học đầu tiên năm 1864.